# Catharine van Tussenbroek
Albertina Philippina Catharina van Tussenbroek (Catharine) (Utrecht, 4 augustus 1852 – Amsterdam, 5 mei 1925) was een Nederlandse arts en feministe.
Samen met Aletta Jacobs, de eerste vrouw die ging studeren in Nederland, was ze een belangrijke wegbereider voor de emancipatie van vrouwen. Van Tussenbroek werd de eerste vrouwelijke gynaecoloog in Nederland. 

## Biografie
Catharina van Tussenbroek, werd op 4 augustus 1852 in Utrecht geboren. Zij was het derde kind van Gerardus van Tussenbroek, een timmerman, en Cornelia van der Voort. Haar zus was Hendrika van Tussenbroek (1854-1935), componiste en pianolerares. Catharine werd opgeleid tot onderwijzeres.
In 1880 werd Van Tussenbroek als een van de eerste vrouwen toegelaten tot de Universiteit Utrecht om geneeskunde te studeren. Ze promoveerde in 1887 en verhuisde naar Amsterdam, waar ze als huisarts voor vrouwen en kinderen werkte. Na het vervullen van een assistentschap in verloskunde en vrouwenziekten bij Dr Mendes de Leon vestigde Van Tussenbroek zich als gynaecoloog. Van 1891 tot 1915 was zij secretaris van de Nederlandse Vereniging voor Obstetrie en Gynaecologie (toen de Nederlandsche Vereeniging voor Gynaecologie). Vanaf 1895 werkte Van Tussenbroek veel samen met Hector Treub, hoogleraar gynaecologie. Microscopisch onderzoek verricht door Van Tussenbroek stelde het bestaan van een buitenbaarmoederlijke zwangerschap vast. Door het vertonen van haar werk op het Internationale Gynaecologische Congres in 1899 werd ze internationaal bekend.

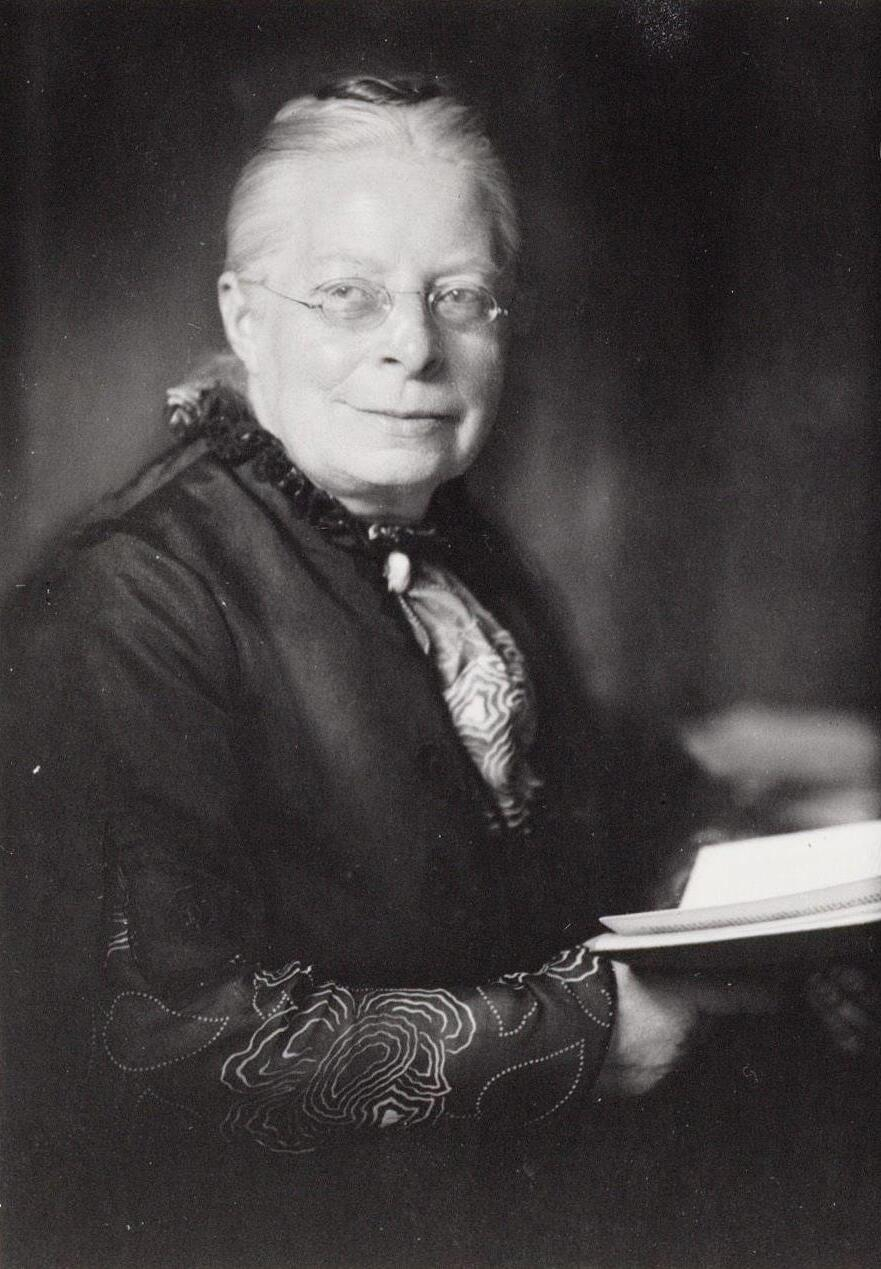
Catharine van Tussenbroek (1922)

Van Tussenbroek was een actieve voorstander van vrouwenemancipatie. Op de Nationale Tentoonstelling van Vrouwenarbeid in 1898 sprak ze over 'Het tekort aan levensenergie bij onze jonge vrouwen en meisjes', dat zij weet aan de beperkte arbeidsmogelijkheden voor vrouwen. In 1902 schreef ze tegen het dragen van korsetten. Van Tussenbroek droeg zelf een keelband met het portret van Carrie Chapman Catt, een Amerikaanse kiesrechtstrijder. Van Tussenbroek publiceerde in 1908, samen met Treub, het artikel 'Over den criminelen abortus in Nederland'. Zij eisten strengere straffen voor aborteurs vanwege de vaak dodelijke gevolgen van criminele abortus. Tussen 1910 en 1916 was van Tussenbroek de vice-presidente en presidente van de Nationale Vereniging voor Vrouwenarbeid. Ze was ook een bestuurslid van de Algemeene Nederlandsche Vrouwen Organisatie, opgericht in 1919.

## Fonds
Na haar dood richtte dr. M.A. van Herwerden, lid van de Nederlandsche Vereeniging van Vrouwen met Academische Opleiding (VVAO), op 28 april 1926 de Stichting Fonds Dr. Catharina van Tussenbroek op, ter nagedachtenis aan deze medica. Dit fonds stelde gelden beschikbaar voor Nederlandse vrouwen die na voltooiing van de studie wetenschappelijk onderzoek in binnen- of buitenland wilden verrichten. Daarnaast riep de vereniging een steunfonds in het leven om leden, die door de oorlog in financiële of sociale nood waren geraakt, te kunnen helpen.
In 1951 werd dit Steunfonds opgenomen in de Stichting Fonds Dr. Catharina van Tussenbroek. Het stichtingsbestuur wordt sindsdien voor een deel benoemd door het bestuur van de VVAO. Dr. Cornelia Serrurier was gedurende langere tijd bestuurslid van het fonds.
Het oudste gedeelte van het archief van de Stichting Fonds Catharine van Tussenbroek bevindt zich bij Atria.